# Intercontinental Cup basketbal 1986
De Intercontinental Cup (basketbal) in 1986 vond plaats in Córdoba en Buenos Aires. Van FIBA Europe speelde Cibona Zagreb en Žalgiris Kaunas mee. Van de Liga Sudamericana speelde CA Monte Líbano, SC Corinthians, Club Ferro Carril Oeste, CA Obras Sanitarias en Cariduros de Fajardo mee. De CBA stuurde de CBA All-Stars mee.

## Groep A Buenos Aires
Eerste dag 9 september 1986
| Cibona Zagreb       | 114 - 87  | SC Corinthians |
| CA Obras Sanitarias | 108 - 107 | CBA All-Stars  |

Tweede dag 10 september 1986
| Cibona Zagreb  | 127 - 82 | CBA All-Stars       |
| SC Corinthians | 126 - 84 | CA Obras Sanitarias |

Derde dag 11 september 1986
| SC Corinthians | 120 - 118 | CBA All-Stars       |
| Cibona Zagreb  | 110 - 92  | CA Obras Sanitarias |

|    | Team                | Pld | W | L | PF  | PA  | Points |
| -- | ------------------- | --- | - | - | --- | --- | ------ |
| 1. | Cibona Zagreb       | 3   | 3 | 0 | 351 | 261 | 6      |
| 2. | SC Corinthans       | 3   | 2 | 1 | 333 | 316 | 5      |
| 3. | CA Obras Sanitarias | 3   | 2 | 2 | 416 | 406 | 4      |
| 4. | CBA All-Stars       | 3   | 0 | 3 | 307 | 355 | 3      |

## Groep B Córdoba
Eerste dag 9 september 1986
| Club Ferro Carril Oeste | 90 - 80 | Cariduros de Fajardo |
| Žalgiris Kaunas         | 83 - 81 | CA Monte Líbano      |

Tweede dag 10 september 1986
| Cariduros de Fajardo    | 81 - 75 | CA Monte Líbano |
| Club Ferro Carril Oeste | 99 - 87 | Žalgiris Kaunas |

Derde dag 11 september 1986
| Žalgiris Kaunas | 94 - 87 | Cariduros de Fajardo    |
| CA Monte Líbano | 94 - 91 | Club Ferro Carril Oeste |

|    | Team                    | Pld | W | L | PF  | PA  | Points |
| -- | ----------------------- | --- | - | - | --- | --- | ------ |
| 1. | Club Ferro Carril Oeste | 3   | 2 | 1 | 280 | 261 | 5      |
| 2. | Žalgiris Kaunas         | 3   | 2 | 1 | 264 | 267 | 5      |
| 3. | Cariduros de Fajardo    | 3   | 1 | 2 | 248 | 259 | 4      |
| 4. | CA Monte Líbano         | 3   | 1 | 2 | 250 | 255 | 4      |

## Plaats 5-8 Buenos Aires
Zevende dag 13 september 1986
| CA Monte Líbano | 129 - 76  | CA Obras Sanitarias  |
| CBA All-Stars   | 116 - 102 | Cariduros de Fajardo |

Achtste dag 14 september 1986
| Cariduros de Fajardo | 110 - 90      | CA Obras Sanitarias |
| CA Monte Líbano      | niet gespeeld | CBA All-Stars       |

Zevende dag 13 september 1986 halve finales
| Žalgiris Kaunas         | 104 - 77  | Cibona Zagreb  |
| Club Ferro Carril Oeste | 138 - 103 | SC Corinthians |

## Plaats 3-4
Achtste dag 14 september 1986
| Cibona Zagreb | 119 - 96 | SC Corinthians |

## Plaats 1-2
achtste dag 14 september 1986
| Žalgiris Kaunas | 84 - 78 | Club Ferro Carril Oeste |

| Rank | Team                    | Record |
| ---- | ----------------------- | ------ |
| 1    | Žalgiris Kaunas         |        |
| 2    | Club Ferro Carril Oeste |        |
| 3    | Cibona Zagreb           |        |
| 4    | SC Corinthians          |        |
| 5    | CA Monte Líbano         |        |
| 6    | CBA All-Stars           |        |
| 7    | Cariduros de Fajardo    |        |
| 8    | CA Obras Sanitarias     |        |